# Drömmen om Elin
Drömmen om Elin eller Borgholmsvalsen (efter Borgholm) är en svensk vals. En bearbetning av Calle Jularbo, tillägnad Elin Lilja från Strömsund, blev mycket populär.
Valsen finns både med och utan text. 1969 sjöng Tommy Körberg in den på grammofonskiva med en text av Peter Himmelstrand. 1970 kom den in på Svensktoppens lista i åtta veckor.
Melodin är använd i många filmer.